# Данте Полі
Данте Полі (ісп. Dante Poli, нар. 15 серпня 1976) — чилійський футболіст, що грав на позиції захисника. Відомий за виступами у складі низки чилійських та закордонних клубів, а також у складі збірної Чилі.

## Клубна кар'єра
Данте Полі народився 15 серпня 1976 року в місті Аріка. Розпочав займатися футболом у школі клубу «Універсідад Католіка», а з 1994 року зарахований до складу основної команди клубу. У своїй першій команді грав до 2002 року, двічі за цей час вигравши чемпіонат країни та ще один раз ставши володарем Кубка Чилі. У 2002—2003 роках Полі грав у складі аргентинського клубу «Нуева Чикаго». У 2003 році став гравцем грецького клубу «Шкода Ксанті», проте в основі клубу не заграв, та невдовзі повернувся на батьківщину до клубу «Уніон Еспаньйола», в складі якого грав у 2004 році.
У 2005 році Данте Полі став гравцем «Пуерто-Рико Айлендерс», що грав у USL, другому за рівнем дивізіоні США, після чого завершив кар'єру гравця.

## Виступи за збірні
1993 року у складі юнацької збірної Чилі (U-17) брав участь у юнацькому чемпіонаті світу 1993 року в Японії, на якому чилійська збірна здобула бронзові медалі.
1995 року у складі молодіжної збірної Чилі грав на молодіжний чемпіонат світу 1995 року в Катарі, на якому чилійська команда не зуміла подолати групову стадію.
1997 року дебютував в офіційних матчах у складі національної збірної Чилі. Протягом кар'єри у національній команді, яка тривала 1 рік, провів у її формі 2 матчі. У складі збірної був учасником розіграшу Кубка Америки 1997 року у Болівії.

## Досягнення
- Чемпіон Чилі (2): 1997, 2002
- Володар Кубка Чилі (1): 1995